# 周鸿勋
周鸿勋，江西人，是一名清朝政治人物。
周鸿勋曾于1772年接替张虞任福建永安县知县一职，1773由张蒿接任。